# Merve Aydın
Merve Aydın (* 17. März 1990 in Bakırköy) ist eine ehemalige türkische Leichtathletin, die sich auf den Mittelstreckenlauf spezialisiert hat.

## Leben und Karriere
Erste internationale Erfahrungen sammelte Merve Aydın im Jahr 2005, als sie bei den Jugendweltmeisterschaften in Marrakesch mit der türkischen Sprintstaffel (1000 Meter) mit 2:13,12 min im Vorlauf ausschied. Im Jahr darauf schied sie bei den Juniorenweltmeisterschaften in Peking mit 2:17,16 min in der ersten Runde im 800-Meter-Lauf aus und 2007 kam sie bei den Jugendweltmeisterschaften in Ostrava mit 2:12,73 min nicht über den Vorlauf hinaus. 2008 gewann sie bei den Juniorenweltmeisterschaften in Bydgoszcz in 2:00,92 min die Silbermedaille über 800 Meter und nahm anschließend an den Olympischen Sommerspielen in Peking teil, bei denen sie mit 2:04,75 min in der ersten Runde ausschied. Im Jahr darauf belegte sie bei den Junioreneuropameisterschaften in Novi Sad in 54,57 s den fünften Platz im 400-Meter-Lauf und 2011 kam sie bei den Halleneuropameisterschaften in Paris im Vorlauf über 800 Meter nicht ins Ziel. Im Juli siegte sie in 2:00,46 min bei den U23-Europameisterschaften in Ostrava, ehe sie bei der Sommer-Universiade in Shenzhen in 2:11,91 min den achten Platz belegte. Ihre Silbermedaille mit der türkischen 4-mal-400-Meter-Staffel wurde ihr nachträglich wegen eines Dopingverstoßes einer ihrer Mitstreiterinnen aberkannt. Daraufhin schied sie bei den Weltmeisterschaften in Daegu mit 2:04,88 min in der ersten Runde über 800 Meter aus. Im Jahr darauf siegte sie in 2:03,80 min bei den Balkan-Hallenmeisterschaften in Istanbul und sicherte sich dort mit der Staffel in 3:41,47 min die Silbermedaille hinter dem rumänischen Team. Kurz darauf schied sie bei den Hallenweltmeisterschaften ebendort mit 2:01,19 min in der Vorrunde über 800 Meter aus. Im Juni schied sie bei den Europameisterschaften in Helsinki mit 2:02,81 min in der Vorrunde aus und wurde mit der Staffel nachträglich wegen eines Dopingfalls einer ihrer Mitstreiterinnen disqualifiziert. Daraufhin nahm sie über 800 Meter erneut an den Olympischen Sommerspielen in London und kam dort in der ersten Runde nach einem Sturz nach 3:24,35 min ins Ziel und schied damit aus. 2013 beendete sie dann ihre aktive sportliche Karriere im Alter von 23 Jahren.
2010 wurde Aydın türkische Meisterin im 800-Meter-Lauf.
Neben ihrer Karriere als Leichtathletin ist Aydın in mehreren türkischen Reality-TV-Formaten zu sehen. 2013 nahm sie am Wettbewerb Bana Her Şey Yakışır teil. In den folgenden Jahren war sie Teilnehmerin der Sendung Survivor Türkiye und trat dort 2014, 2015, 2018, 2022 sowie 2024 an.

## Persönliche Bestleistungen
- 400 Meter: 53,48 s, 20. Juni 2009 in Bergen
  - 400 Meter (Halle): 55,35 s, 55,35 s, 29. Januar 2012 in Istanbul
- 800 Meter: 2:00,23 min, 12. Juni 2012 in Minsk
  - 800 Meter (Halle): 2:01,19 min, 9. März 2012 in Istanbul
- 1500 Meter: 4:16,19 min, 27. Mai 2012 in Vila Real de Santo António